# Las cuatro etapas de la crueldad

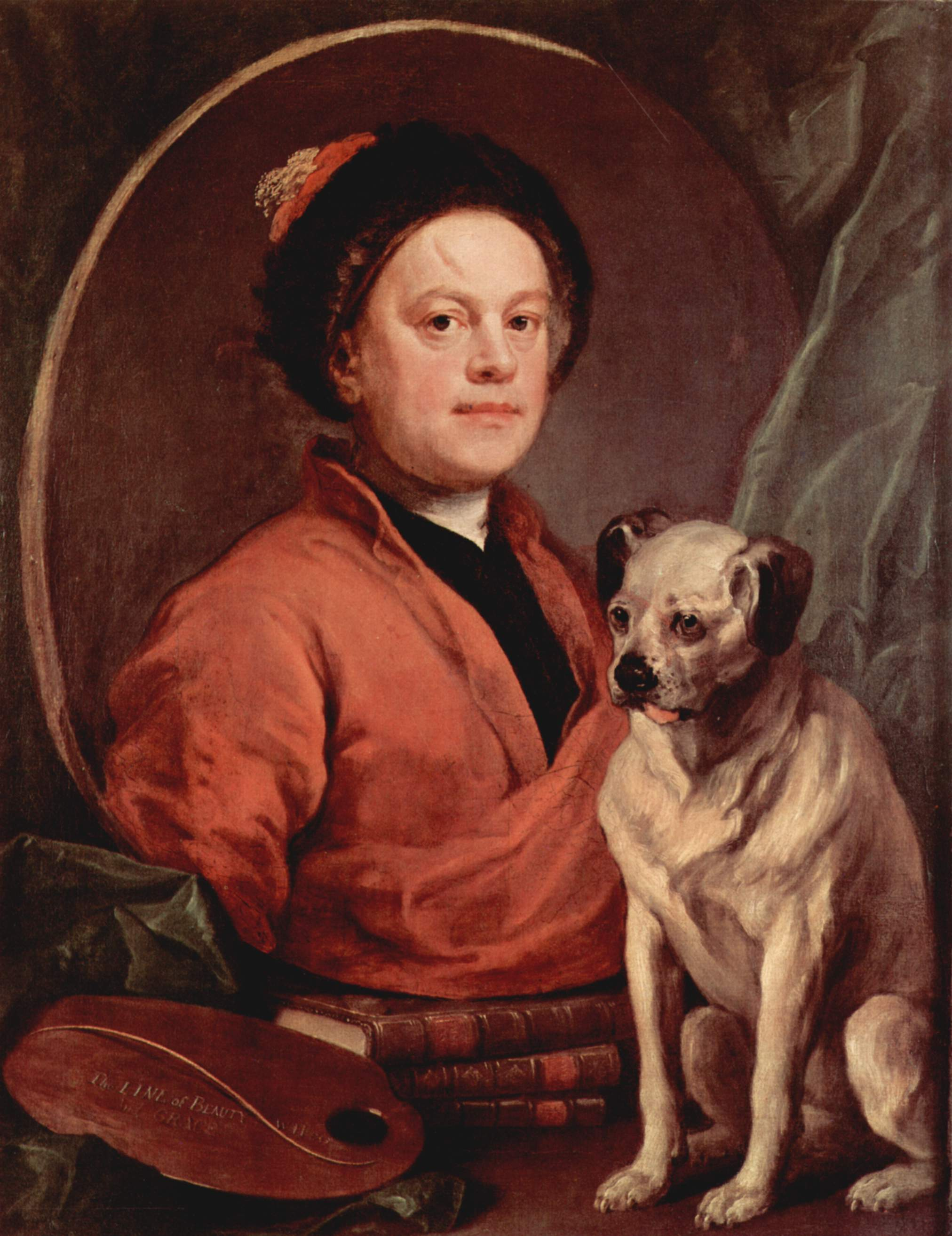
William Hogarth (1697–1764).

Las cuatro etapas de la crueldad (en inglés: The Four Stages of Cruelty ) es una serie de cuatro grabados publicados por el artista inglés William Hogarth en 1751; cada uno de ellos representa una etapa diferente en la vida del personaje ficticio Tom Nero. La trayectoria de Nero inicia desde la infancia con la tortura de un perro en la «Primera etapa de la crueldad», con el paso del tiempo evoluciona y ya como hombre golpea a su caballo en la «Segunda etapa de la crueldad» y de ahí al robo, la seducción y el asesinato en «Crueldad en la perfección». Por último, en «La recompensa de la crueldad», recibe lo que Hogarth advierte es el destino inevitable de los que siguen el camino de Nero: su cuerpo es tomado de la horca después de su ejecución por asesinato y es mutilado por los cirujanos en un anfiteatro anatómico. 
Los grabados fueron concebidos a manera de lección moral —Hogarth estaba consternado por la crueldad rutinaria de la que era testigo en las calles de Londres— y se imprimieron en papel barato porque iban destinados a las clases inferiores. La serie muestra una brutalidad y una aspereza en la ejecución que no se atenúan con los toques de humor habituales en los otros trabajos del artista, pero que este consideró necesarias para que su mensaje impresionara a la audiencia. No obstante, las imágenes muestran la abundancia de detalles y las sutiles referencias que son característicos de Hogarth.

## Historia
Al igual que otros grabados de Hogarth, como Beer Street y Gin Lane, Las Cuatro Etapas de la Crueldad se publicaron con la intención de ser una advertencia contra el comportamiento inmoral, en esta serie se muestra lo fácil que resulta la trayectoria de matón infantil a criminal convicto. Su objetivo era hacer conciencia «del trato bárbaro hacia los animales, la visión misma del cual estropea las calles de nuestra ciudad y angustia a toda mente sensible». El artista amaba a los animales, incluso se pintó a sí mismo con su pug en un autorretrato y acostumbraba marcar las tumbas de los perros y aves que sepultaba en su casa de Chiswick.
Hogart deliberadamente realizó los grabados con poca sutileza, porque quería que los «hombres del más bajo rango» pudieran entender las impresiones cuando las vieran en las paredes de los talleres o tabernas. Las propias imágenes, al igual que sucedió en Beer Street y Gin Lane, fueron trazadas toscamente, sin la presencia de las líneas finas de algunas otras de sus obras. Un grabado fino y un delicado trabajo artístico hubieran hecho que las impresiones resultaran demasiado caras para la audiencia prevista; además, el artista también creía que un golpe de audacia podía retratar las pasiones de los temas tan bien como las líneas finas y señaló que «no era necesaria en absoluto la gran corrección de un dibujo o grabado fino».
Para estar seguro de que las copias tuvieran un precio accesible, originalmente le encargó a J. Bell producir los cuatro diseños grabados en madera. Esto resultó más caro de lo esperado, por lo que solo las últimas dos de las cuatro imágenes fueron cortadas, pero no se imprimieron con fines comerciales en ese momento. En su lugar, Hogarth procedió a crear el mismo los grabados y anunció la publicación de las impresiones, junto con la de Beer Street y Gin Lane, en el London Evening Post a lo largo de tres días a partir del 14 de febrero de 1751. Las propias impresiones fueron publicadas el 21 de febrero de 1751,  cada una acompañada de un comentario moralista escrito por el reverendo James Townley, amigo de Hogarth. Del mismo modo que los grabados anteriores, como Industry and Idleness, las impresiones individuales fueron vendidas en papel «común» por un chelín, lo suficientemente baratos para ser adquiridos por las clases bajas como un instrumento de orientación moral. También había disponibles versiones «finas» para los coleccionistas, impresas en papel «superior», por un chelín y seis peniques.
Existen variaciones de las placas III y IV con fecha del 1 de enero de 1750 que proceden de los grabados en madera originales de Bell y fueron reimpresas por John Boydell en 1790, pero estos ejemplares son poco comunes.

## Impresiones

### First stage of cruelty

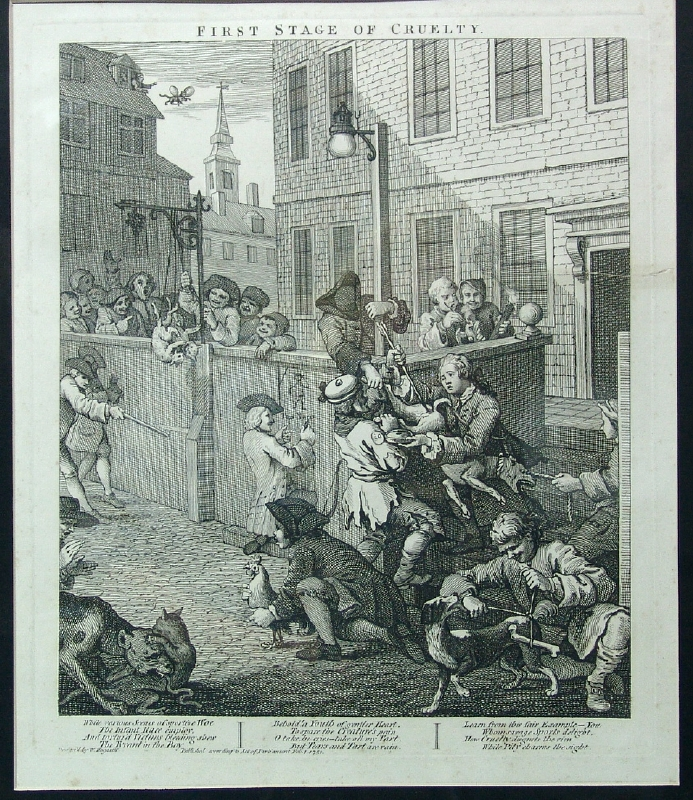
First stage of cruelty.

En la primera impresión, denominada «First stage of cruelty» (en español: «Primera etapa de la crueldad»), Hogarth introduce a Tom Nero, cuyo nombre pudo inspirarse en el emperador romano Nerón, que en inglés se escribe Nero, o en una contracción de «no hero» («no hay héroe»). Muy visible en el centro de la imagen, Tom aparece insertando una flecha en el recto de un perro ayudado por otros niños, al parecer, una tortura inspirada en un demonio que castiga a un pecador en la Tentación de San Antonio de Jacques Callot. Un emblema en el hombro de su capa desteñida y harapienta lo muestra como alumno de la escuela de caridad de la parroquia de St Giles. Hogarth utilizó esta área marginal como fondo para muchos de sus trabajos, entre los que se incluyen Gin Lane y Noon, esta última parte de la serie Four Times of the Day. Un niño de corazón más tierno, tal vez el dueño del perro, aparece suplicando a Nero que deje de atormentar al asustado animal, incluso le ofrece comida en un intento por apaciguarle. Este muchacho supuestamente representa a un joven Jorge III del Reino Unido. Su aspecto es deliberadamente más agradable que el de los rufianes del resto del cuadro y sus intenciones se apuntan en el texto que acompaña la escena: 
| While various Scenes of sportive Woe, The Infant Race employ, And tortur'd Victims bleeding shew, The Tyrant in the Boy. | Behold! a Youth of gentler Heart, To spare the Creature's pain, O take, he cries—take all my Tart, But Tears and Tart are vain. | Learn from this fair Example—You Whom savage Sports delight, How Cruelty disgusts the view, While Pity charms the sight. |

| Mientras varias escenas de aflicción por diversión el género infantil emplea, y la sangre de las víctimas torturadas muestra el tirano en el niño, | ¡Observad!: un joven de corazón más gentil, para ahorrarle dolor a la criatura, ¡oh, toma! -suplica-, toma toda mi tarta, pero lágrimas y tarta son en vano. | Aprende de este ejemplo justo, tú, a quien las salvajes diversiones le deleitan, como la crueldad disgusta a la visión, mientras que la compasión encanta a la vista. |

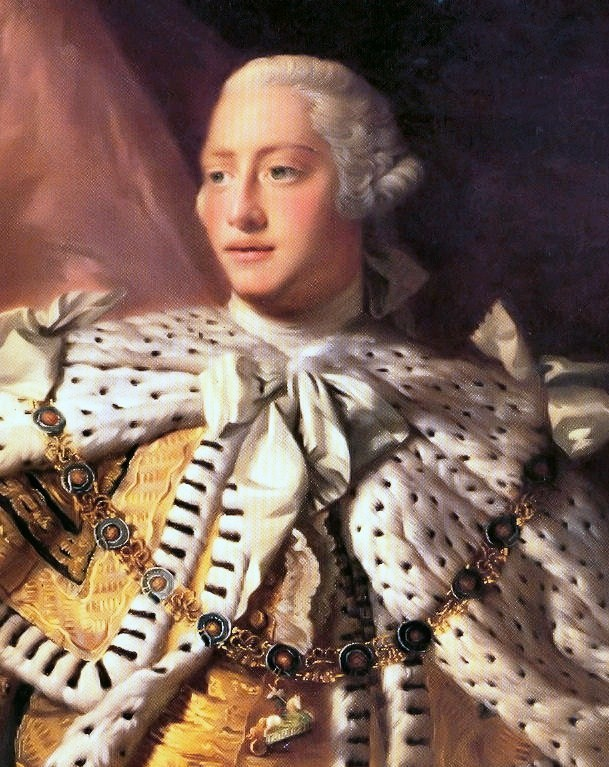
Jorge III del Reino Unido retratado en su juventud.

Los otros muchachos llevan a cabo actos igualmente barbáricos: los dos niños en la parte superior le queman los ojos a un pájaro con una aguja caliente, la cual es calentada en una antorcha para iluminar la calle; los niños en primer plano están tirando al gallo (tal vez en alusión a la enemistad nacionalista hacia los franceses y una sugerencia de que la acción se lleva a cabo el martes de carnaval, el día tradicional para tirar al gallo); otro muchacho ata un hueso a la cola de un perro para tentarlo, pero a la vez mantenerlo fuera de su alcance; un grupo de muchachos burlones cuelgan por la cola a un par de gatos que pelean; en la esquina inferior izquierda un perro se encuentra con un gato; y en la parte posterior de la imagen, otro gato es lanzado desde una ventana atado a dos vejigas. En un presagio de su destino final, el nombre de Tom Nero está escrito debajo del dibujo de tiza de un hombre colgando de la horca; el significado es aclarado por el artista escolar que señala hacia Tom. La ausencia de los funcionarios de la parroquia que debían controlar a los niños es un reproche intencional por parte de Hogarth; que estaba de acuerdo con Henry Fielding en que una de las causas de la creciente tasa de delincuencia era la falta de cuidado por parte de los supervisores de los pobres, que a menudo estaban interesados en los puestos solo por la condición social y las recompensas económicas que podían traer.
Debajo del texto se estableció la autoría: Diseñado por W. Hogarth, publicado según la Ley del Parlamento 1 de febrero de 1751. La Ley del Parlamento a la que hacía referencia es la Ley de Derechos de Autor en Grabados de 1734. Muchos de sus anteriores trabajos se habían reproducido en gran número sin su autorización y sin recibir algún pago por regalías, como Hogarth estaba dispuesto a proteger sus bienes artísticos, animó a sus amigos en el Parlamento para que aprobaran una ley que resguardara los derechos de autor de los grabadores. Su papel fue tan decisivo en el impulso del proyecto de ley, que al ser aprobada se le conoció como la «Ley Hogarth».

### Second stage of cruelty

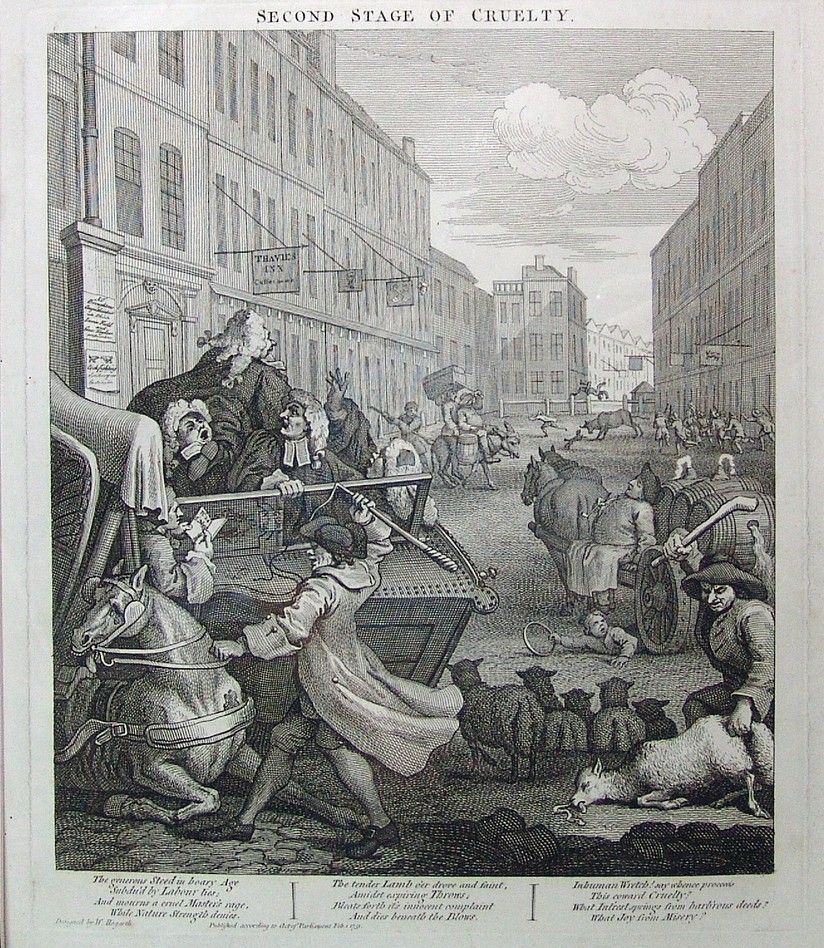
Second stage of cruelty.

En la segunda etapa, «Second stage of cruelty» (en español: «Segunda etapa de la crueldad»), la escena se desarrolla en el Thavies Inn Gate, irónicamente nombrado a veces como «Thieves Inn Gate», que significa puerta de la posada de los ladrones, uno de los Inns of Chancery (posadas de la Cancillería), que albergaba a las asociaciones de abogados en Londres. Tom Nero creció y se convirtió en cochero y la crueldad recreativa del escolar se ha transformado en la crueldad profesional del hombre de trabajo. El caballo de Tom, agotado por los años de maltrato y la sobrecarga, se derrumbó, se rompió la pata y volcó el carruaje. Sin tener en cuenta el dolor del animal, Tom lo golpeó con tanta furia que le sacó un ojo. En un aparte satírico, Hogarth muestra a cuatro corpulentos abogados  luchando por salir del coche en condiciones ridículas. Probablemente son caricaturas de juristas eminentes, pero Hogarth no reveló los nombres de los sujetos y no han sido identificados. En otras partes de la escena tienen lugar otros actos de crueldad contra animales: un pastor golpea una oveja hasta matarla, un burro es conducido por la fuerza a pesar de estar sobrecargado y un toro enfurecido lanza al aire a uno de sus torturadores. Algunos de estos actos se relatan nuevamente en los comentarios moralistas que acompañan la impresión:
| The generous Steed in hoary Age, Subdu'd by Labour lies; And mourns a cruel Master's rage, While Nature Strength denies. | The tender Lamb o'er drove and faint, Amidst expiring Throws; Bleats forth it's innocent complaint And dies beneath the Blows. | Inhuman Wretch! say whence proceeds This coward Cruelty? What Int'rest springs from barb'rous deeds? What Joy from Misery? |

| El generoso corcel de venerable edad desfallecido por el trabajo yace; y lamenta la furia de su cruel amo mientras la fuerza la naturaleza le niega. | El tierno cordero, agotado y desmayado, entre espasmos de agonía, bala una y otra vez su queja inocente y muere bajo los golpes. | ¡Desgraciado inhumano! Di, ¿de dónde procede esta cobarde crueldad? ¿Qué interés se obtiene de estos bárbaros actos? ¿Qué alegría de la miseria? |

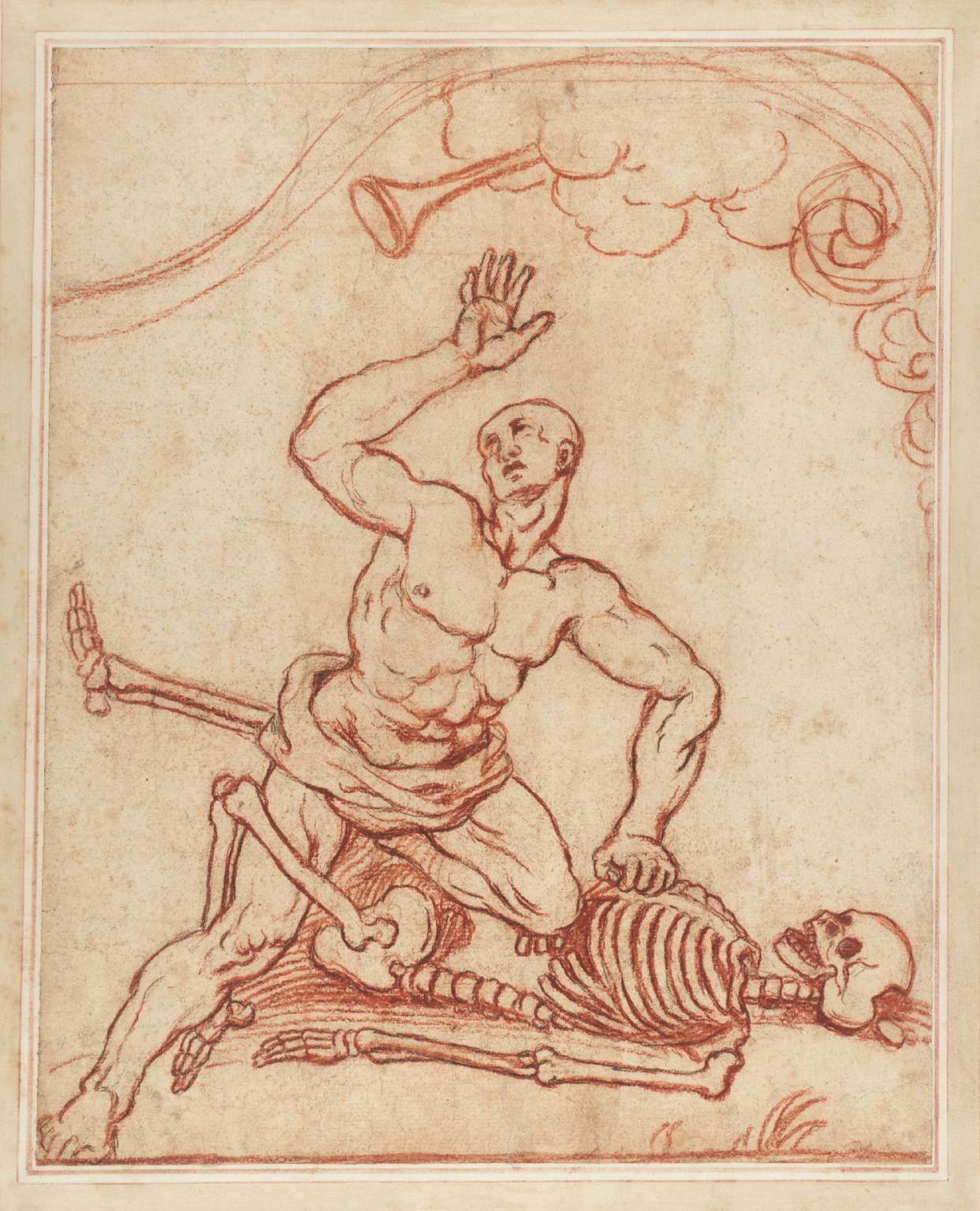
George Taylor Triumphing over Death (en español: George Taylor triunfa sobre la muerte), dibujo de William Hogarth.

En este grabado la crueldad avanzó, ahora también incluye el maltrato de personas. La escena muestra como un niño es aplastado por un carro mientras jugaba y al mismo tiempo el conductor dormita ajeno a la lesión del muchacho y a la cerveza que se derrama de los barriles. Unos carteles situados al fondo anuncian una pelea de gallos y un combate de boxeo, como una prueba más de los brutales entretenimientos favoritos de los sujetos de la imagen. El combate de boxeo se llevaría a cabo en el Anfiteatro de Broughton, un lugar de reunión notoriamente violento establecido por Jack Broughton, el «padre del pugilismo»; un anuncio contemporáneo registra que los concursantes peleaban con la pierna izquierda atada al suelo y que el que tenía el menor número de heridas sangrantes se adjudicaba la victoria. Uno de los participantes anunciados en el combate de boxeo es James Field, que fue ahorcado dos semanas antes de que las impresiones fueran publicadas y que aparece otra vez en la imagen final de la serie; el otro participante es George Taylor «el Peluquero», que había sido campeón de Inglaterra y se retiró en 1750. Después de la muerte de Taylor en 1757, Hogarth produjo algunos bosquejos de este luchando contra la muerte, probablemente para su tumba.
En un eco de la primera imagen, hay solo una persona que demuestra preocupación por el bienestar del caballo atormentado. A la izquierda de Nero y muy poco visible, un hombre observa el número del coche de caballos con la intención de reportarlo.

### Cruelty in perfection

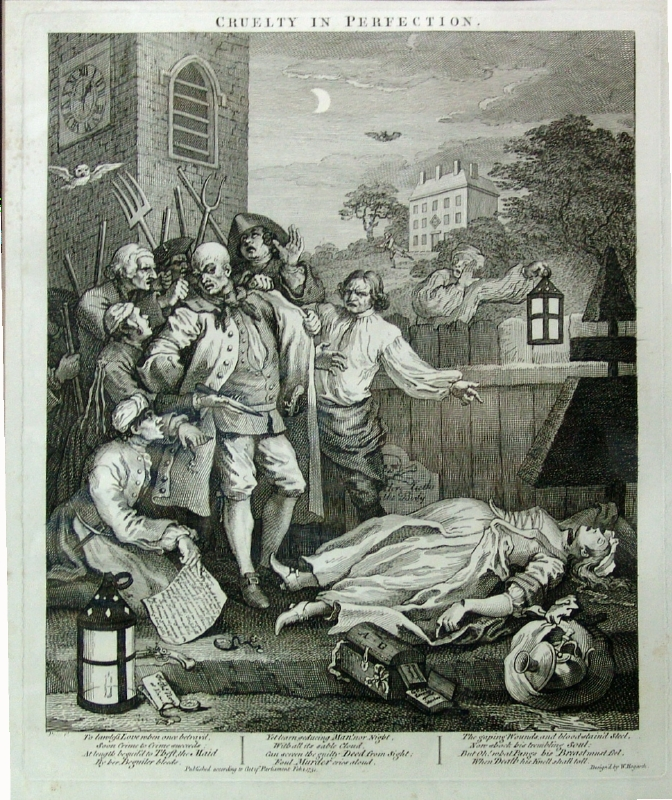
Cruelty in perfection.

Para el momento de la tercera etapa, «Cruelty in perfection» (en espáñol: «Crueldad en la perfección»), Tom Nero ha progresado del maltrato a los animales al robo y al asesinato. Después de haber alentado a su amante embarazada, Ann Gill, a robar y dejar a su ama, termina asesinándola. El asesinato se muestra particularmente brutal: el cuello, la muñeca y el dedo índice están casi cortados por completo. La caja con las pertenencias de Ann,  además de los bienes que había robado, está tirada en el suelo a su lado y el dedo índice parcialmente cortado de su mano señala las palabras: «La venganza de Dios contra el asesinato», escritas en un libro que, junto con el Libro de Oración Común, cayó fuera de la caja. Una mujer que busca en los bolsillos de Nero, descubre pistolas y una serie de relojes de bolsillo —una evidencia de que se trata de una asaltante de caminos (como lo era Tom Idle en Industry and Idleness), y una carta de Ann Gill, que dice:

Querido Tommy:
Mi ama ha sido la mejor de las mujeres conmigo, y mi conciencia ondea frente a mi cara tan a menudo como pienso en agraviarla; ya he decidido aventurar cuerpo y alma para hacer lo que tendría, así que no faltes a mi encuentro como dijiste que harías, porque traeré conmigo todas las cosas que pueda poner en mis manos. Sin más por el momento; pero tuya hasta la muerte. Ann Gill.

La ortografía es perfecta y aunque esto tal vez parezca poco realista, Hogarth evitó deliberadamente cualquier posibilidad de que la escena resultara cómica. En el suelo, un sobre desechado está dirigido «a Nero en Pinne [...]». Ronald Paulson ve una paralelismo entre el cordero golpeado hasta la muerte en la segunda etapa y la muchacha indefensa asesinada en esta otra. Debajo de la impresión, el texto afirma que Nero, si no está arrepentido, al menos está aturdido por sus acciones:
| To lawless Love when once betray'd. Soon Crime to Crime succeeds: At length beguil'd to Theft, the Maid By her Beguiler bleeds. | Yet learn, seducing Man! nor Night, With all its sable Cloud, can screen the guilty Deed from sight; Foul Murder cries aloud. | The gaping Wounds and bloodstain'd steel, Now shock his trembling Soul: But Oh! what Pangs his Breast must feel, When Death his Knell shall toll. |

| Al amor ilícito, una vez traicionado, pronto le sigue el crimen por el crimen: finalmente inducida al robo, la criada a causa de quien la indujo sangra. | ¡Ya aprende, hombre seductor! Ni la noche, con todas sus negras nubes, puede ocultar de la vista el culpable acto; ¡repugnante asesino!, grita con fuerte voz. | Las profundas heridas y el acero ensangrentado ahora horrorizan su alma trémula: Pero, ¡oh!, qué remordimientos su pecho deberá sentir cuando la muerte haga sonar su toque de difuntos. |

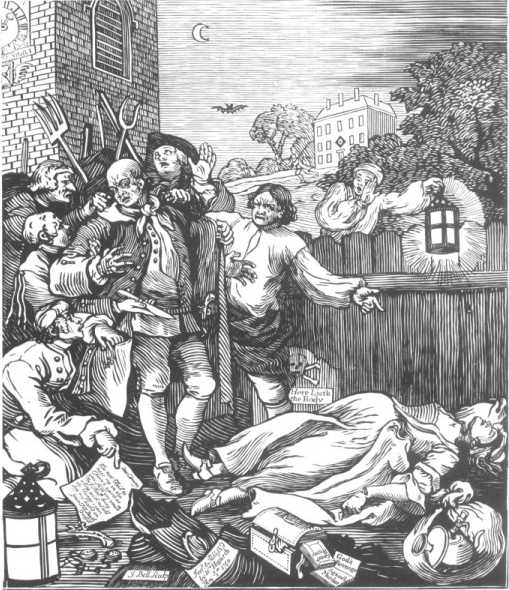
En la xilografía de Bell se registran en primer plano su nombre y el de Hogarth y la fecha.

Varias características de la impresión tenían el propósito de intensificar los sentimientos de temor: el asesinato tiene lugar en un cementerio, que se ha descrito que está en St Pancras, pero que John Ireland sugirió que se parece a Marylebone; un búho y un murciélago vuelan alrededor de la escena; la luna brilla sobre el crimen; el reloj marca que falta una hora para el final de la hora de las brujas. La composición de la imagen puede aludir a The Arrest of Christ de Anthony van Dyck. Un solitario buen samaritano aparece de nuevo:entre los rostros enfadadados de los acusadores de Tom, un solo rostro mira hacia el cielo con pena.
En la imagen alternativa para esta etapa, producida por Bell como grabado en madera, se muestra a Tom con las manos libres. También hay diferencias en la redacción de la carta, además, algunos elementos, como la linterna y los libros, son más grandes y más simples, mientras que otros, como el hombre a la izquierda de Tom y el arbusto topiario, se han eliminado. El búho se ha convertido en un reloj de arena alado en la torre del reloj y la fase lunar se ha invertido.

### The reward of cruelty

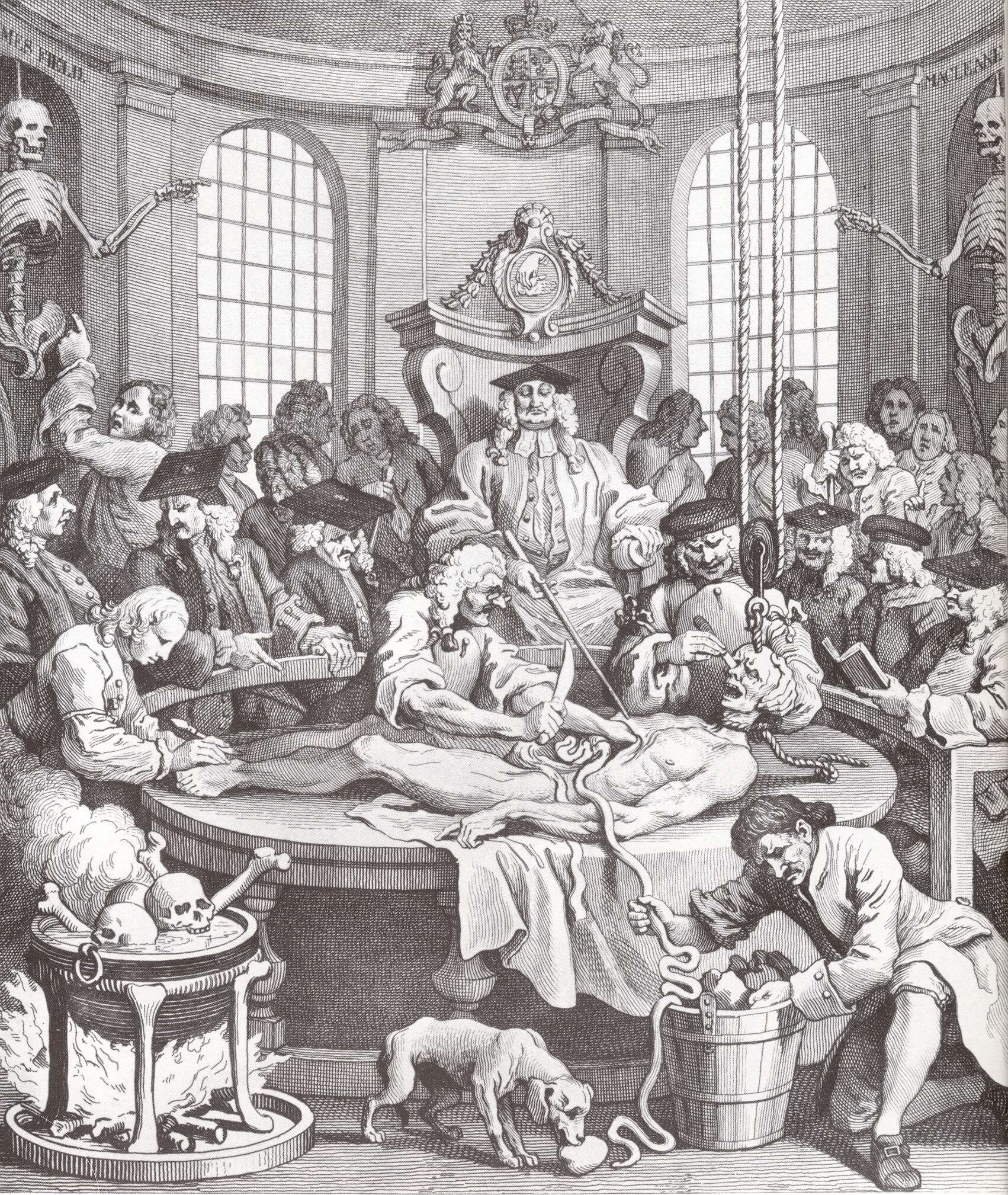
The reward of cruelty (cuarta etapa).

En la cuarta etapa, The reward of cruelty (en español: La recompensa de la crueldad), después de haber sido juzgado y declarado culpable de asesinato, Nero ha sido ahorcado y su cuerpo donado para el ignominioso proceso de la disección pública. Un año después de que las impresiones fueran publicadas, el Acta de Asesinatos de 1751 aseguraría que los cuerpos de los asesinos serían entregados a los cirujanos para que pudieran ser «diseccionados y analizados». Se esperaba que este castigo sobre el cuerpo y la negación de la sepultura actuaría como un elemento disuasorio. Para el momento en que Hogarth realizó los grabados este hecho no estaba consagrado en ley, pero los cirujanos trataban de obtener cuerpos siempre que podían.
Un tatuaje en el brazo identifica a Tom Nero y la cuerda que todavía se encuentra alrededor de su cuello muestra el método de ejecución. Los disectores, con el corazón endurecido después de años de trabajar con cadáveres, muestran tener como mucho el mismo sentimiento por el cuerpo como el que Nero tuvo por sus víctimas, su ojo es extraído al igual que sucedió con el caballo y un perro se alimenta de su corazón, como tomando una venganza poética por las torturas infligidas a uno de su especie en la primera impresión. El rostro de Nero parece retorcido por la agonía y aunque esta representación no es realista, Hogarth pretendía aumentar el temor de los espectadores. Así como el dedo de su amante asesinada señalaba el destino de Nero en Cruelty in perfection, en esta impresión el dedo de Nero apunta a los huesos que se están preparando para la exhibición, lo que indica su destino final.
Mientras que los cirujanos que trabajan en el cuerpo son observados por los académicos de birrete de la primera fila, los médicos, que pueden ser identificados por sus pelucas y bastones, en gran medida hacen caso omiso de la disección y se consultan entre sí. El presidente ha sido identificado como John Freke, presidente del Real Colegio de Cirujanos en ese momento. Freke había estado involucrado en un intento de alto nivel por obtener para disección el cuerpo del condenado alborotador Bosavern Penlez en 1749. Además de la disección demasiado entusiasta del cuerpo y la ebullición de los huesos in situ, la imagen retrata el procedimiento como sí ya se hubiera llevado a cabo.
Dos esqueletos localizados en la parte posterior izquierda y derecha de la impresión están etiquetados como James Field, un reconocido boxeador cuyo nombre aparece en un cartel en la segunda placa, y Macleane, un famoso ladrón. Los dos hombres fueron ahorcados poco antes de que la impresión fuera publicada (Macleane en 1750 y Field en 1751). Los esqueletos parecen señalarse uno al otro. El nombre de Field sobre el esqueleto de la izquierda puede haber sido una substitución de última hora para «GENTL HARRY», en referencia a Henry Simms, también conocido como el «Joven Caballero Harry». Simms era un ladrón que fue ejecutado en 1747. El motivo del solitario «buen hombre» es llevado también a través de esta etapa final, donde uno de los académicos señala el esqueleto de James Field, indicando el inevitable resultado para los que inician el recorrido del camino de la crueldad.

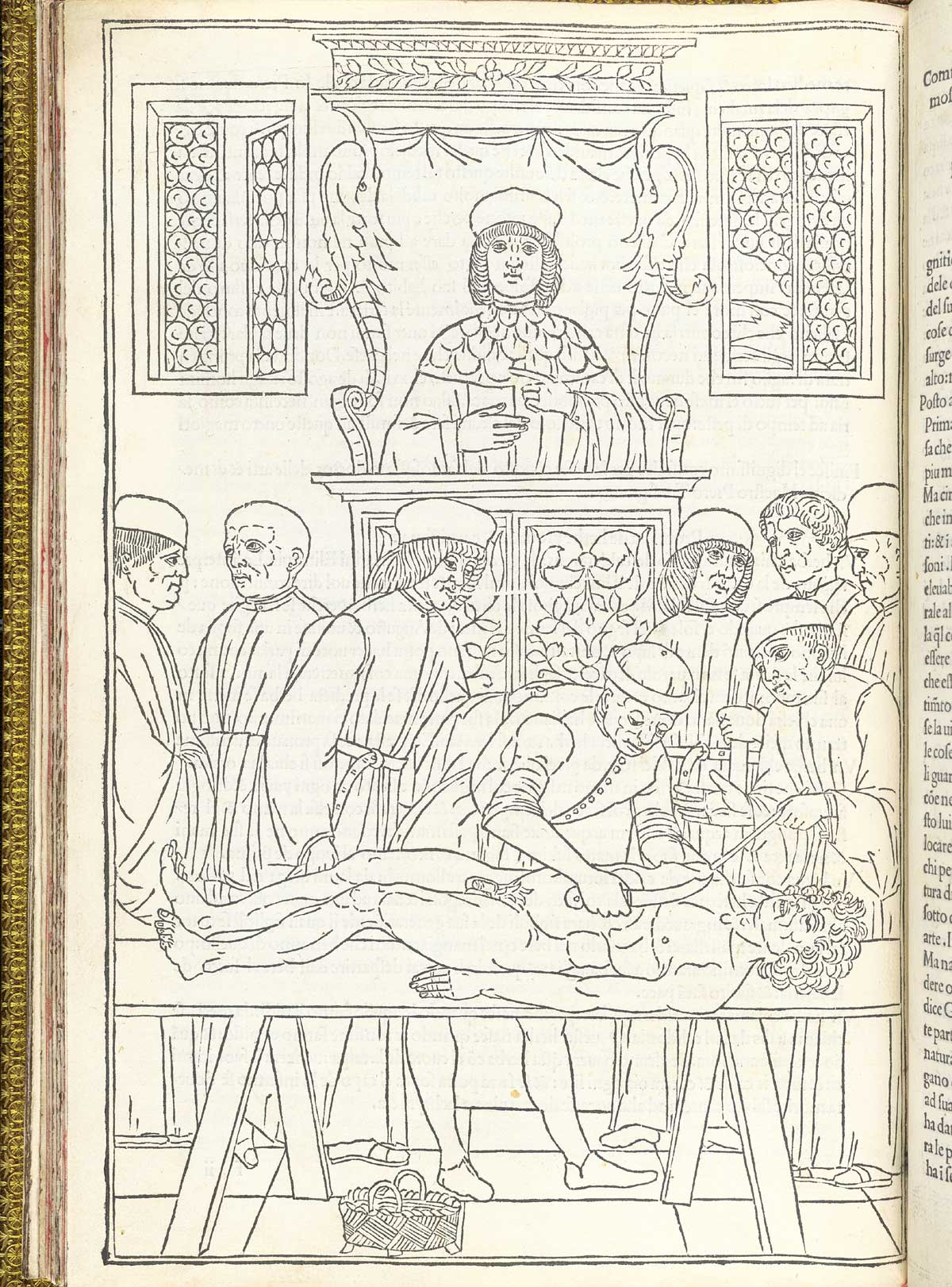
Este grabado de 1495, tiene muchos de los elementos básicos de la imagen de Hogarth.

La composición de la escena es un pastiche de la portada del libro de Andrés Vesalio, De Humani Corporis Fabrica, y posiblemente también toma prestados algunos elementos de Quack Physicians' Hall (c. 1730) realizado por el artista holandés Egbert van Heemskerck, que vivió en Inglaterra y cuyo trabajo fue admirado por Hogarth. Una fuente de inspiración anterior pudo haber sido un grabado en madera presente en el Fasciculus Medicinae (1495) por Johannes de Ketham, que, aunque es más simple, tiene muchos de los mismos elementos, incluyendo el presidente sentado flanqueado por dos ventanas.
Debajo de la impresión están estas palabras finales: 
| Behold the Villain's dire disgrace! Not Death itself can end. He finds no peaceful Burial-Place, His breathless Corse, no friend. | Torn from the Root, that wicked Tongue, Which daily swore and curst! Those Eyeballs from their Sockets wrung, That glow'd with lawless Lust! | His Heart expos'd to prying Eyes, To Pity has no claim; But, dreadful! from his Bones shall rise, His Monument of Shame. |

| ¡Observad la calamitosa desgracia del malvado, a la que ni la propia muerte puede poner fin! No encuentra ningún pacífico sepulcro, ni su inerte cadáver halla amigo alguno. | ¡Arrancada de raíz, esa lengua perversa que a diario maldecía e injuriava! ¡Extraídos de sus órbitas, esos ojos que brillaban con ilícita lujuria! | Su corazón, expuesto a miradas inquisitivas, no encuentra ninguna piedad; pero, ¡espanto!, de sus huesos se erigirá su monumento de la vergüenza. |

## Recepción
Hogarth quedó satisfecho con los resultados de su obra. La revista European Magazine informó sobre los comentarios que el artista le hizo a un librero de Cornhill (el señor Sewell):

«[...] no hay parte de mi obra de la que este más orgulloso y que me haga sentir tan feliz como la serie de Las cuatro etapas de la crueldad, porque creo que la publicación del tema ha comprobado el espíritu diabólico de la barbarie hasta la creación bruta que, lamento decir, alguna vez fue tan frecuente en este país.»
—European Magazine, junio de 1801.

En su libro sin terminar, Apology for Painters, comentó además:

Preferiría ser, si la crueldad fue prevenida por las cuatro impresiones, su fabricante más que de los dibujos [de Rafael], a menos que viviera en un país católico.

En su libro de 1817, Shakespeare and His Times, Nathan Drake afirmó que creía que la representación del «tiro al gallo» en la primera impresión fue con la intención de influir en la opinión pública acerca de esta práctica, que era común en aquella época, y para provocar que los magistrados tomaran una línea más dura contra los infractores. A otras personas no les gustó tanto la serie. Charles Lamb desestimó la serie al calificarla como una mera caricatura, indigna de ser incluida junto a otros trabajos de Hogarth, sino como un producto resultado de un «humor caprichoso» fuera de sus hábitos normales. El historiador de arte Allan Cunningham también albergaba fuertes sentimientos acerca de la serie:

Desearía que nunca hubiera sido dibujada. En efecto, existe una gran habilidad en la agrupación y el conocimiento profundo del personaje, pero el efecto total es burdo, brutal y repugnante. Un niño salvaje se convierte en un hombre salvaje y concluye una carrera de crueldad y ultrajes con un asesinato atroz, por el que es colgado y disecado.

El Acta de Anatomía de 1832 puso fin a la disección de asesinos y la mayoría de las torturas hacia los animales representadas en las imágenes fueron proscritas por el Acta de Crueldad contra los Animales de 1835. Así que por la década de 1850, Las cuatro etapas de la crueldad eran vistas como una serie histórica, aunque aún con la capacidad de impactar, capacidad que conserva para los espectadores modernos.